# Pfarrkirche Geretsberg

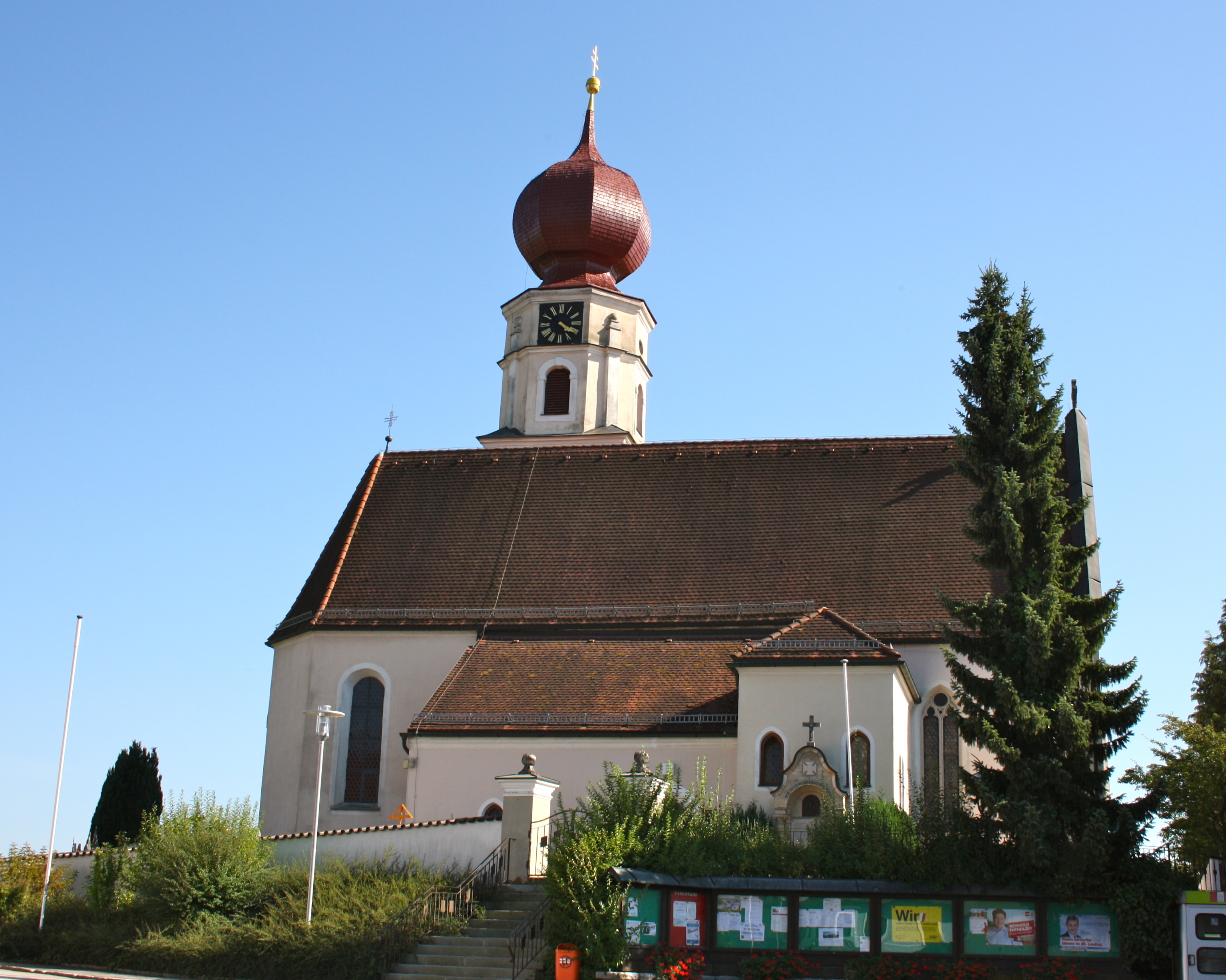
Katholische Pfarrkirche Hl. Petrus und Paulus in Geretsberg

Die römisch-katholische Pfarrkirche Geretsberg steht in der Gemeinde Geretsberg im Bezirk Braunau am Inn in Oberösterreich. Das aus dem 15. Jahrhundert stammende Gotteshaus ist den Heiligen Petrus und Paulus geweiht und gehört zum Dekanat Ostermiething in der Diözese Linz. Das Bauwerk steht unter Denkmalschutz (Listeneintrag).

## Geschichte
Die erste urkundliche Erwähnung erfolgte um 1120 mit einer „capella Geroldsperce“, einer dem heiligen Gerold geweihten Kapelle, wovon – so die eine These – sich der Ortsname Geretsberg herleiten soll. Zum anderen wird die Ansicht vertreten, dass ein Graf Gebhart I. oder II. von Burghausen aus einen Kirchenbau errichtet haben soll, woraus sich Geretsberg namentlich und als Ort entwickelt habe. 1147 wird dem Stift Ranshofen bestätigt, dass Geretsberg als Seelsorgestätte eingerichtet ist. 1267 wird Geretsberg eine Filialkirche von Ranshofen; 1330 wird es erstmals als vollwertige Pfarre erwähnt, bleibt aber bis ins 18. Jahrhundert in Verwaltung der Ranshofener Chorherren. Bis dahin wurde auch die Pfarre Hochburg seelsorglich von Geretsberg aus betreut.
Man vermutet, dass der ursprüngliche Bau eine von Wald umgebende Holzkapelle war, woraus sich die frühere und lang erhaltene Bezeichnung Peter im Holz für die Kirche herleitet. Der jetzige gotische Bau wurde in der ersten Hälfte des 15. Jahrhunderts errichtet, die großteils barocke Einrichtung stammt von etwa 1660 bis 1670.

## Architektur
Kirchenäußeres
Der Kirchturm steht im südlichen Chorwinkel. Er hat einen achtseitigen barocken Aufbau mit Zwiebelhelm. Das Nordportal mit kreuzrippengewölbter Vorhalle ist gotisch. Die Tür zur Sakristei weist gotische Beschläge auf.
Kircheninneres
Die Kirche hat ein einschiffiges und dreijochiges Langhaus, das, gleich wie in der Sakristei, mit einem Netzrippengewölbe versehen ist. Im Jahr 1908 wurde die Kirche um ein Joch Richtung Westen erweitert. Ebenfalls wurde zu dieser Zeit neben dem linken Seitenaltar eine Taufkapelle angebaut, wobei im Zuge dessen das aus dem 16. Jahrhundert stammende Beinhaus weichen musste. Der einjochige Chor ist gleich hoch und fast gleich breit wie das Langschiff und endet im 5/8-Schluss und ist ebenfalls netzrippengewölbt. Die tief liegende, auf Eisenstützen ruhende Empore ist nur von außen zugänglich.

## Ausstattung
Der Hochaltar und die Seitenaltäre entstanden im letzten Viertel des 17. Jahrhunderts. Sie wurden im 19. Jahrhundert verändert. Das Hochaltarbild vom Burghauser Maler Tobias Schinagl zeigt Christus als den Welterlöser und die Heiligen Petrus und Paulus. Man vermutet, dass im Bild des Paulus sich der Maler selbst porträtiert hat. Das Gemälde darüber stellt den zweiten oberösterreichischen Landespatron, den heiligen Leopold, dar und ist jüngeren Datums. Den Altar flankierend befindet sich rechts eine Statue des heiligen Florian, des ersten Landespatrons, sowie links eine Statue des heiligen Nikolaus. Zwei Statuen im Altaraufsatz zeigen Johannes den Täufer und die heilige Magdalena. Im Bild des linken Seitenaltars sieht man eine seltene Darstellung der Heiligen Familie gemeinsam mit der heiligen Anna, das Oberbild zeigt eine Pietà. Das rechte Altarbild stellt den Heiligen Sebastian dar, im Oberbild den heiligen Leonhard.
Die Kanzel und das Oratorium stammen aus dem dritten Viertel des 18. Jahrhunderts, das Chorgestühl ist aus dem dritten Viertel des 17. Jahrhunderts. Die Kirchenbänke wurden Mitte des 18. Jahrhunderts gebaut. Im Chor hängt ein gutes Holzkruzifix aus der zweiten Hälfte des 17. Jahrhunderts. Die Orgel wurde 1991 von der Linzer Orgelbaufirma Riedel als zweimanualiges Instrument samt Pedal mit 16 klingenden Registern errichtet.
Eine Reihe an Gedenktafeln erinnert an ehemalige Priester der Pfarre.